# What a Man (film 1930)
What a Man è un film del 1930 diretto da George J. Crone. La sceneggiatura si basa su The Dark Chapter, romanzo di E. J. Rath pubblicato a New York nel 1924, e su They All Want Something, lavoro teatrale di Courtenay Savage, andato in scena a Broadway il 12 ottobre 1926.
Nello stesso anno, la Sono-Art produsse la versione in spagnolo del film, dal titolo Así es la vida, con José Bohr e Lolita Vendrell.

## Produzione
Il film fu prodotto dalla Sono Art-World Wide Pictures.

## Distribuzione
Il copyright del film, richiesto dalla Sono-Art Productions, Inc., fu registrato il 3 aprile 1930 con il numero LP1217.
Distribuito dalla Sono Art-World Wide Pictures, il film uscì nelle sale cinematografiche statunitensi il 1º aprile o il 1º giugno 1930.